# دوغلاس هنت
دوغلاس هنت (بالإنجليزية: Douglas Hunt)‏ (19 مايو 1914 في المملكة المتحدة - 30 مايو 1989 في المملكة المتحدة) هو لاعب كرة قدم بريطاني (وحمل سابقاً جنسية المملكة المتحدة لبريطانيا العظمى وأيرلندا) في مركز الهجوم. لعب مع توتنهام هوتسبير وشيفيلد وينزداي ونادي بارنسلي ونادي برينتفورد ونادي ليتون أورينت.